# برنتيس إم. براون
برنتيس إم. براون هو محامي وسياسي أمريكي، ولد في 18 يونيو 1889 في سانت إغناس في الولايات المتحدة، وتوفي بنفس المكان في 19 ديسمبر 1973. نشط حزبياً في الحزب الديمقراطي.

## مناصب
- انتخب عضو مجلس الشيوخ الأمريكي [الإنجليزية]‏ عن دائرة مقعد ميشيغان من الدرجة الثانية ‏ وقد انضم خلال فترته النيابية [الإنجليزية]‏ (3 يناير 1941 – 3 يناير 1943) للكتلة البرلمانية الحزب الديمقراطي.
- انتخب عضو مجلس الشيوخ الأمريكي [الإنجليزية]‏ عن دائرة مقعد ميشيغان من الدرجة الثانية ‏ وقد انضم خلال فترته النيابية [الإنجليزية]‏ (3 يناير 1939 – 3 يناير 1941) للكتلة البرلمانية الحزب الديمقراطي.
- انتخب عضو مجلس الشيوخ الأمريكي [الإنجليزية]‏ عن دائرة مقعد ميشيغان من الدرجة الثانية ‏ وقد انضم خلال فترته النيابية (3 يناير 1937 – 3 يناير 1939) للكتلة البرلمانية الحزب الديمقراطي.
- انتخب عضو مجلس الشيوخ الأمريكي [الإنجليزية]‏ عن دائرة مقعد ميشيغان من الدرجة الثانية ‏ وقد انضم خلال فترته النيابية [الإنجليزية]‏ (19 نوفمبر 1936 – 3 يناير 1937) للكتلة البرلمانية الحزب الديمقراطي.
- انتخب عضو مجلس النواب الأمريكي.
- انتخب عضو مجلس الشيوخ الأمريكي [الإنجليزية]‏.